# La Pacaudière
La Pacaudière är en kommun i departementet Loire i regionen Auvergne-Rhône-Alpes i centrala Frankrike. Kommunen ligger i kantonen La Pacaudière som tillhör arrondissementet Roanne. År 2022 hade La Pacaudière 1 070 invånare.

## Befolkningsutveckling
Antalet invånare i kommunen La Pacaudière
| Referens: INSEE |